# Marktpleinkerk (Hoofddorp)
De Marktpleinkerk is een protestants kerkgebouw op de hoek van Marktplein en de Hoofdweg (Oostzijde) in de plaats Hoofddorp in de Nederlandse provincie Noord-Holland.
De kerk is in 1927-1929 gebouwd als Gereformeerde Kerk naar ontwerp van de architect Jos de Jonge (1887-1965). Het kerkgebouw verving een kerkgebouw aan het Marktplein uit 1879. Dit werd in 1975 afgebroken. Daarvoor kwamen de Hoofddorpse gereformeerden bijeen in een gebouw aan de Concourslaan.
Het gebouw is enkele keren verbouwd. In het najaar van 2006 werd het interieur van de kerk vernieuwd. Er kwam een nieuw liturgisch centrum, banken werden vervangen door stoelen, er werden nieuwe gebrandschilderde ramen geplaatst, de verlichting werd vervangen en de kerkruimte werd in heldere kleuren geschilderd.

## 21e eeuw
In 1993 kreeg het gebouw de naam Marktpleinkerk. In 2001 werd de naam op de gevel van de kerk geplaatst. De Marktpleinkerk is een van de kerkgebouwen van de Protestantse Gemeente te Hoofddorp, naast De Ark (1986) in wijk Overbos en De Lichtkring (1994) in wijk Toolenburg. Het vierde kerkgebouw dat de Protestantse Gemeente bezat, was de Hoofdvaartkerk. Deze is op 1 januari 2012 buiten gebruik gesteld en tot horecagelegenheid verbouwd.

## Orgel
Het oorspronkelijke kerkorgel uit 1929 was een tweeklaviers pijporgel van de Utrechtse orgelmaker Firma J. de Koff. In december 2013 is dit door een elektronisch orgel vervangen.

## Litratuur
- Ria Stolk, Kees van der Veer & Adri van der Wal, Geloven in de polder – Het leeft in de meer!, Het Kruispunt: Hoofddorp 2012 – ISBN 978 90 815446 3 4